# جردن تئودور
جردن تئودور (انگلیسی: Jordan Theodore؛ زادهٔ ۱۱ دسامبر ۱۹۸۹) بازیکن بسکتبال اهل ایالات متحده آمریکا است.
از باشگاه‌هایی که در آن بازی کرده‌است می‌توان به المپیا میلان اشاره کرد.